# أوسكار جانسون
أوسكار جانسون (بالسويدية: Oscar Jansson)‏ (و. 1990  م) هو لاعب كرة قدم، من السويد، ولد في أوربرو، يلعب كحارس مرمى.

## روابط خارجية
- أوسكار جانسون على موقع اتحاد السويد (السويدية)
- أوسكار جانسون على موقع قاعدة بيانات كرة القدم.إي يو (الإنجليزية)
- أوسكار جانسون على موقع ناشيونال فوتبول تيمز (الإنجليزية)
- أوسكار جانسون على موقع Soccerbase.com (لاعب) (الإنجليزية)
- أوسكار جانسون على موقع Soccerway.com (الإنجليزية)
- أوسكار جانسون على موقع عالم كرة القدم.نت (الإنجليزية)